# Sylviane Félix
Sylviane Felix (ur. 31 października 1977 w Créteil) – francuska sprinterka startująca w sztafecie 4 x 100 metrów.
Felix jest wielokrotną medalistką mistrzostw świata w sztafecie 4 x 100 m. Pierwszy medal mistrzostw świata zdobyła w 1997 w Atenach zajmując 3 pozycję i zdobywając brązowy medal. W 2001 na mistrzostwach świata w Edmonton zdobyła srebrny medal w sztafecie na tym samym dystansie. Na kolejnych mistrzostwach świata w Paryżu została mistrzynią świata na tym samym dystansie.
Na igrzyskach olimpijskich w Atenach zdobyła brązowy medal w sztafecie 4 x 100m. Dwukrotnie sięgała po złote medale mistrzostw Europy (sztafeta 4 x 100 m, Budapeszt 1998 & Monachium 2002).
W startach indywidualnych również notowała liczne wartościowe rezultaty:
- złoty medal mistrzostw świata juniorów (bieg na 200 m, Sydney 1996)
- 8. miejsce na mistrzostwach świata (bieg na 200 m, Ateny 1997)
- 4. miejsce na mistrzostwach Europy (bieg na 200 m, Monachium 2002)
- srebrny medal igrzysk śródziemnomorskich (bieg na 200 m, Almería 2005)

## Osiągnięcia sportowe

### Igrzyska olimpijskie
| Miejsce | Dzień       | Rok  | Miejscowość | Konkurencja        | Czas biegu | Strata   | Zwycięzca               |
| ------- | ----------- | ---- | ----------- | ------------------ | ---------- | -------- | ----------------------- |
| 13.     | 24 sierpnia | 2004 | Ateny       | bieg na 200 m      | 22,99 s    |          | Veronica Campbell-Brown |
| 3.      | 27 sierpnia | 2004 | Ateny       | sztafeta 4 x 100 m | 42,54 s    | + 0,81 s | Jamajka                 |

### Mistrzostwa świata
| Miejsce | Dzień       | Rok  | Miejscowość | Konkurencja        | Czas biegu | Strata   | Zwycięzca               |
| ------- | ----------- | ---- | ----------- | ------------------ | ---------- | -------- | ----------------------- |
| 8.      | 8 sierpnia  | 1997 | Ateny       | bieg na 200 m      | 22,81 s    | + 0,49 s | Żanna Pintusewicz-Block |
| 3.      | 9 sierpnia  | 1997 | Ateny       | sztafeta 4 x 100 m | 42,21 s    | + 0,74 s | Stany Zjednoczone       |
| 2.      | 11 sierpnia | 2001 | Edmonton    | sztafeta 4 x 100 m | 42,39 s    | + 0,07 s | Niemcy                  |
| 18.     | 26 sierpnia | 2003 | Paryż       | bieg na 200 m      | 23,27 s    | -        | Anastasija Kapaczinska  |
| 1.      | 30 sierpnia | 2003 | Paryż       | sztafeta 4 x 100 m | 41,78 s    | -        | -                       |
| 21.     | 7 sierpnia  | 2005 | Helsinki    | bieg na 100 m      | 11,51 s    | -        | Lauryn Williams         |

### Mistrzostwa Europy
| Miejsce | Dzień       | Rok  | Miejscowość | Konkurencja        | Czas biegu | Strata   | Zwycięzca     |
| ------- | ----------- | ---- | ----------- | ------------------ | ---------- | -------- | ------------- |
| 1.      | 22 sierpnia | 1998 | Budapeszt   | sztafeta 4 x 100 m | 42,59 s    | -        | -             |
| 4.      | 9 sierpnia  | 2002 | Monachium   | bieg na 200 m      | 22,89 s    | + 0,46 s | Muriel Hurtis |
| 1.      | 11 sierpnia | 2002 | Monachium   | sztafeta 4 x 100 m | 42,46 s    | -        | -             |
| 7.      | 9 sierpnia  | 2006 | Göteborg    | bieg na 100 m      | 11,40 s    | + 0,34 s | Kim Gevaert   |
| 5.      | 11 sierpnia | 2006 | Göteborg    | bieg na 200 m      | 23,45 s    | + 0,77 s | Kim Gevaert   |

## Rekordy życiowe
- bieg na 100 m – 11,15 (1998)
- bieg na 200 m - 22,56 (1997)
- bieg na 200 m (w hali) - 22,76 (2003)
- bieg na 400 m (w hali) - 52,95 (1998)

Félix razem z koleżankami z reprezentacji jest aktualną rekordzistką Francji w sztafecie 4 x 100 metrów – 41,78 (2003).